# Пильмасозеро
Пильмасозеро — пресноводное озеро на территории Куганаволокского сельского поселения Пудожского района Республики Карелии.

## Общие сведения
Площадь озера — 7,6 км², площадь водосборного бассейна — 91 км². Располагается на высоте 148,9 метров над уровнем моря.
Форма озера продолговатая: оно почти на пять километров вытянуто с северо-запада на юго-восток. Берега каменисто-песчаные, местами заболоченные.
Через Пильмасозеро течёт река Пильмаса, впадающая с правого берега в реку Келку, впадающую, в свою очередь, в Водлозеро.
В озере расположено не менее восьми островов различной площади, три из которых имеют названия: Берёзовый (самый крупный), Ямный Остров и Синицына.
Населённые пункты и автодороги вблизи водоёма отсутствуют.
Код объекта в государственном водном реестре — 01040100411102000019106.